# リック・ランセロッティ
リチャード・アンソニー・ランセロッティ（Richard Anthony Lancellotti、1956年7月5日 - ）は、アメリカ合衆国ロードアイランド州出身のイタリア系アメリカ人元プロ野球選手（外野手、内野手）。NPBでの登録名は「ランス」。

## 来歴・人物
グラスボロー短大を経て、1977年のMLBドラフト11巡目でピッツバーグ・パイレーツに指名されて契約。1982年にサンディエゴ・パドレス、1986年にサンフランシスコ・ジャイアンツでメジャーに昇格した以外はマイナー生活であった。
1987年にNPBの広島東洋カープに外野手として入団。前年に引退した山本浩二に代わる主軸打者として期待された。極端なプルヒッティングから本塁打を右翼スタンドの上段まで叩き込む長打力を持っていたが、好不調の波が激しく、この年に規定打席到達者のうち最低打率（.218）、最多三振（114個）でありながら6試合連続本塁打を記録するなどシーズン88安打中、半分近い45％の39本が本塁打となる驚異の長打力で本塁打を量産し、最多本塁打のタイトルを獲得した。
翌1988年は不振もあってベンチを温めることも多く、シーズン途中で解雇された。
帰国後の翌1989年はボストン・レッドソックスと契約し、1990年にメジャー再昇格を果たした。1991年はメジャー昇格はならず、同年限りで引退。
広島時代晩年の応援歌には元おニャン子クラブ・生稲晃子の『麦わらでダンス』が使われていた。ダンスとランスの洒落である。その後応援歌は小川達明、ロッド・アレン、ルイス・メディーナへ引き継がれ使用された。
1993年にニューヨーク州バッファローにて「バッファロー・スクール・オブ・ベースボール」という野球スクールを開設して指導を行っている。

## 詳細情報

### 年度別打撃成績
| 年 度    | 球 団    | 試 合 | 打 席 | 打 数 | 得 点 | 安 打 | 二 塁 打 | 三 塁 打 | 本 塁 打 | 塁 打 | 打 点 | 盗 塁 | 盗 塁 死 | 犠 打 | 犠 飛 | 四 球 | 敬 遠 | 死 球 | 三 振 | 併 殺 打 | 打 率 | 出 塁 率 | 長 打 率 | O P S |
| -------- | -------- | ----- | ----- | ----- | ----- | ----- | -------- | -------- | -------- | ----- | ----- | ----- | -------- | ----- | ----- | ----- | ----- | ----- | ----- | -------- | ----- | -------- | -------- | ----- |
| 1982     | SD       | 17    | 41    | 39    | 2     | 7     | 2        | 0        | 0        | 9     | 4     | 0     | 0        | 0     | 0     | 2     | 0     | 0     | 8     | 0        | .179  | .220     | .231     | .450  |
| 1986     | SF       | 15    | 18    | 18    | 2     | 4     | 0        | 0        | 2        | 10    | 6     | 0     | 0        | 0     | 0     | 0     | 0     | 0     | 7     | 0        | .222  | .222     | .556     | .778  |
| 1987     | 広島     | 121   | 470   | 403   | 67    | 88    | 9        | 1        | 39       | 216   | 83    | 0     | 2        | 0     | 3     | 60    | 7     | 4     | 114   | 10       | .218  | .323     | .536     | .859  |
| 1988     | 広島     | 79    | 305   | 264   | 33    | 50    | 7        | 3        | 19       | 120   | 50    | 1     | 1        | 0     | 7     | 32    | 3     | 2     | 58    | 2        | .189  | .275     | .455     | .730  |
| 1990     | BOS      | 4     | 9     | 8     | 0     | 0     | 0        | 0        | 0        | 0     | 1     | 0     | 0        | 0     | 1     | 0     | 0     | 0     | 3     | 0        | .000  | .000     | .000     | .000  |
| MLB：3年 | MLB：3年 | 36    | 68    | 65    | 4     | 11    | 2        | 0        | 2        | 19    | 11    | 0     | 0        | 0     | 1     | 2     | 0     | 0     | 18    | 0        | .169  | .191     | .292     | .483  |
| NPB：2年 | NPB：2年 | 200   | 775   | 667   | 100   | 138   | 16       | 4        | 58       | 336   | 133   | 1     | 3        | 0     | 10    | 92    | 10    | 6     | 172   | 12       | .207  | .305     | .504     | .808  |

- 各年度の太字はリーグ最高

### タイトル
NPB
- 本塁打王：1回（1987年）

### 記録
NPB
- 初出場・初先発出場：1987年4月10日、対横浜大洋ホエールズ1回戦（広島市民球場）、四番・左翼手として先発出場、4打数1安打2三振
- 初本塁打：1987年4月14日、対中日ドラゴンズ1回戦（ナゴヤ球場）、1回表に鹿島忠から2点本塁打

### 背番号
- 20（1982年）
- 31（1986年）
- 45（1987年 - 1988年）
- 10（1990年）